# Karrösten
Karrösten (mundartlich [eˈʃtə]) ist eine Gemeinde mit 718 Einwohnern (Stand 1. Jänner 2024) im Bezirk Imst (Gerichtsbezirk Imst) des Bundeslandes Tirol (Österreich).

## Geografische Lage
Karrösten liegt im Oberinntal am Südwesthang des Tschirgant, bei der Mündung des Gurgltals in das Inntal. Bereits in der Bronzezeit wurde hier Bergbau betrieben, der im 16. Jahrhundert seine Blütezeit erlebte. Die Gemeinde bedrohten zahlreiche Naturkatastrophen. Ein Geolehrpfad gibt Auskunft über die Gesteinszusammensetzungen in diesem Gebiet. Seit 2014 findet sich am Steig von Karrösten zur Karröster Alm eine kleine, hölzerne Aussichtsplattform, welche sich gut in die Landschaft einfügt, mit Blick auf den Imster Talkessel.
An den Hängen gedeiht Obst und Mais sowie auf annähernd 1000 m Seehöhe die höchstgelegene Edelkastanie Nordtirols, welche in den 1960er Jahren zum Naturdenkmal erklärt wurde.
Eine besondere Auffälligkeit hierbei ist die Vielzahl an Sonnenstunden, welche die Gemeinde verzeichnen darf. In diesem Punkt liegt die kleine Ortschaft im tirolweiten Vergleich an zweiter Stelle.

### Ortsteile
- Karrösten
- Brennbichl
- Königskapelle

### Nachbargemeinden
|      | Tarrenz                                     |                 |
| Imst | Kompassrose, die auf Nachbargemeinden zeigt | Haiming, Roppen |
|      | Arzl im Pitztal                             | Karres          |

## Geschichte
Das Gebiet rund um und in Karrösten war schon in der Bronzezeit (2000 – 800 v. Chr.) besiedelt, da der Ort zwischen dem Fern- und dem Reschenpass liegt und dieser damals oft durchwandert wurde. Bei archäologischen Grabungen, die im Jahre 1972 stattfanden, fand man etliche Urnengräber mit einigen Beigaben. So legte man damals einen Bronzestab, ein Griffzungenmesser und auch ein Griffdornmesser mit in das Grab. Diese Gegenstände sind schätzungsweise mehr als 3000 Jahre alt. Somit wurde belegt, dass zu dieser Zeit hier Menschen lebten.
16 v. Chr. kamen die Römer in das Gebiet, das von den Brenonen (illyrisches Urvolk) bewohnt wurde. Jedoch zogen die Römer weiter und errichteten in Karrösten keine Siedlung. Es wird vermutet, dass durch den heutigen Ort die „Via Claudia“ führte. Durch den Fund eines Ziegelgrabes im Jahre 1872, in dem ein Römer begraben wurde, wird die Annahme ziemlich verstärkt, dass die Römer einmal hier waren. Durch weitere Analysen und Untersuchungen am Grab konnte man auch die Datierung ungefähr feststellen. Es konnte eine römische Münze gefunden werden, die das Bild des römischen Kaisers Augustus zeigt, der im Jahre 14. n. Chr. verstarb.
Der illyrische Stamm wurde bis in das 6. Jahrhundert romanisiert. Dann kamen die Baiern in das Oberinntal und zwangen die Römer zur Abwanderung.
Die erste urkundliche Erwähnung Karröstens erfolgte im Jahre 1300. In der Ersturkunde ist von einem „Waibel de Aeusten“ die Rede. In den Jahren danach wurde der Ort immer wieder in verschiedenen Aufzeichnungen erwähnt. 1336 schien der Namen „Kerrosten“ in einem Urbar des Stiftes Stams auf.
Da Karrösten östlich von Imst liegt, hatte man schon sehr früh gute Beziehungen zur heutigen Bezirksstadt aufgebaut, denn wie andere Gemeinden rund um Imst unterstanden die Karröster dem Imster Gericht und seiner Pfarre. Anno 1427 hatte der Ort etwa 40 Einwohner.
1582 erwähnte man den Namen Karrösten erstmals im Zusammenhang mit dem Begriff „Gmaind und Nachperschaft“.
Wie auch in fast jeder anderen Gemeinde Tirols spielte der Bergbau in Karrösten eine wichtige Rolle. Am Tschirgant befanden sich zahlreiche Gruben, wo Erz abgebaut wurde. Damals waren ca. 1000 Arbeiter beschäftigt. Als es im Jahre 1532 einen religiösen Knappenaufstand gab, zogen immer mehr Bergleute weg, und gegen Ende des 17. Jahrhunderts wurde der Bergbau eingestellt. Die Einnahmen der Gemeinde gingen somit drastisch zurück.
Bis heute hat sich Karrösten zu einem kleinen Ort entwickelt und profitiert nun hauptsächlich vom Tourismus.

### Kirchengeschichte
Einst war die Mutterpfarre Imst für die Pfarre Karrösten zuständig. Etwa im Jahre 1100 stand bereits im heutigen Ort eine Holzkapelle. Wenig später wurde in Karrösten eine größere Filialkirche errichtet, die der Pfarre Karres unterstand.
Anfang des 15. Jahrhunderts wurde die heutige Nikolauskirche von Bischof Johannes von Brixen eingeweiht. Im Jahre 1741 erhielt die Kirche einen Kreuzweg. Gegen Ende des 18. Jahrhunderts baute man die Kirche im Rokoko-Stil um.
Viele Jahre später erst erhielt die Pfarre Karrösten einen eigenen Friedhof. Vorher wurden alle Verstorbenen am Friedhof in Karres beerdigt.
Im Jahre 1950 erhob man die Expositur Karrösten endgültig zur pfarrlich unabhängigen Expositur, was bedeutet, dass von da an die kanonischen Bücher selbst verwaltet wurden.

### Name
Der Name ist mit der Gemeinde Karres verbunden. Er geht auf einen alten Flurnamen *bi den Karrer ewiston zurück, was so viel wie „bei den Schafställen von Karres“ bedeutet (vgl. ewist, althochdeutsch für ‚Schafstall‘). In der Mundart heißt das Dorf heute noch [eˈʃtə].

### Bevölkerungsentwicklung

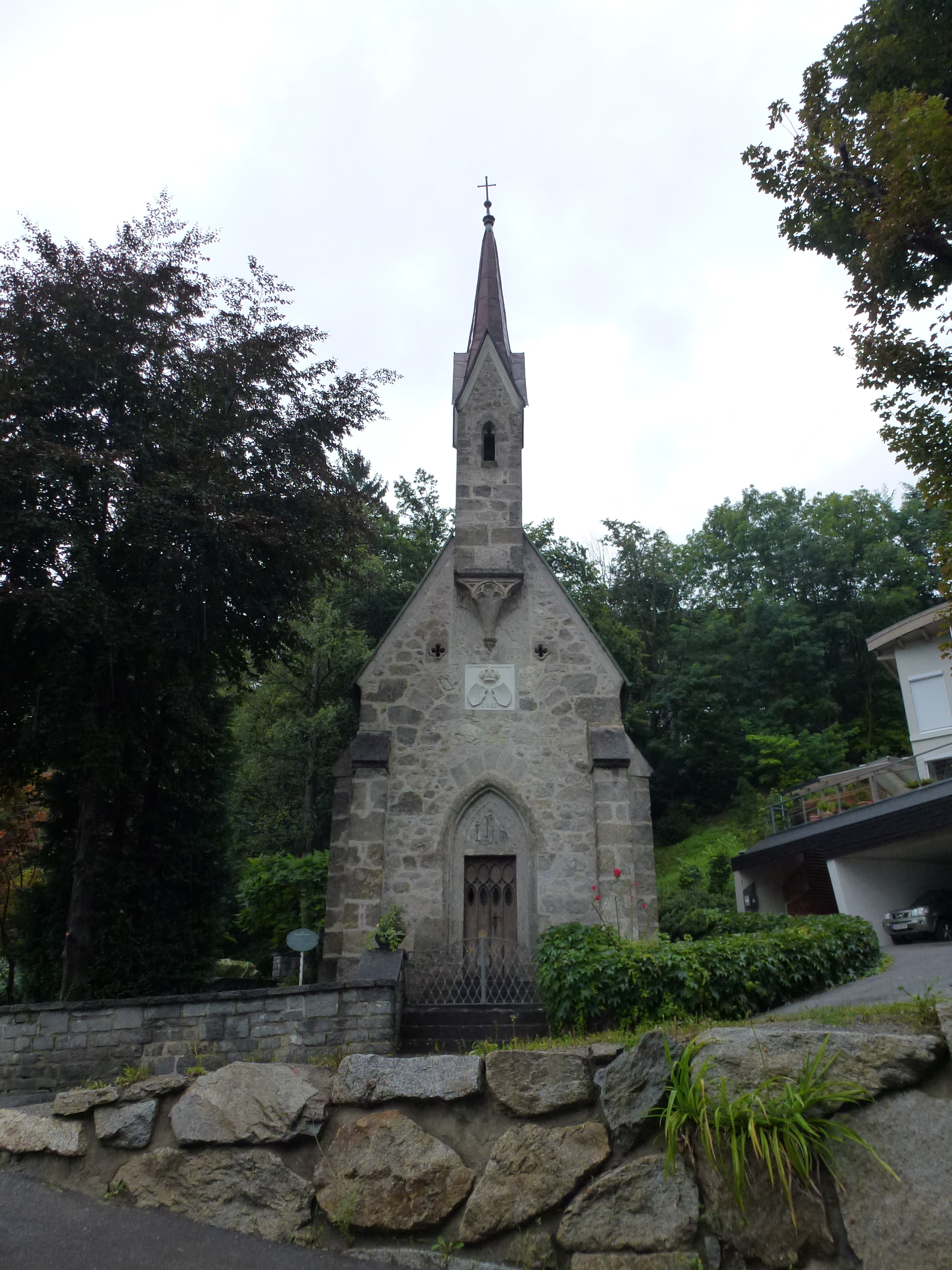
Königskapelle

EinwohnerJahr3004005006007008001860189019201950198020102040EinwohnerEinwohnerentwicklung von Karrösten

## Kultur und Sehenswürdigkeiten
- Königskapelle (Sachsenkapelle)

## Politik

### Gemeinderat
Der Gemeinderat besteht aus 11 Volksvertretern.
| Partei                                                                             | 2024    | 2024    | 2024      | 2022    | 2022    | 2022      | 2016    | 2016    | 2016      |
| Partei                                                                             | Prozent | Stimmen | Mandatare | Prozent | Stimmen | Mandatare | Prozent | Stimmen | Mandatare |
| ---------------------------------------------------------------------------------- | ------- | ------- | --------- | ------- | ------- | --------- | ------- | ------- | --------- |
| Miteinander für Karrösten - MFK                                                    | 82,14   | 253     | 11        |         |         |           |         |         |           |
| Gemeinsam für Karrösten mit Petra Singer (Singer)                                  |         |         |           | 51,24   | 207     | 6         |         |         |           |
| Bürgerliste Karrösten für Nachhaltigkeit, Fortschritt und Erfolg (BL-K)            |         |         |           | 48,76   | 197     | 5         |         |         |           |
| Karröster Volkspartei – Allgemeine Liste für regionale Entwicklung und Fortschritt |         |         |           |         |         |           | 65,77   | 244     | 7         |
| Miteinander für Karrösten                                                          |         |         |           |         |         |           | 34,23   | 127     | 4         |

Die Gemeinde ist seit 2004 Mitglied im Klimabündnis Tirol.

### Bürgermeister
Seit 2024 ist Daniel Raffl Bürgermeister. Bei der Wahl 2022 wurde Frau Petra Singer als einzige Kandidatin zur Bürgermeisterin gewählt. Bei den Wahlen 2010 und 2016 wurde Oswald Krabacher als einziger Kandidat zum Bürgermeister gewählt.

### Wappen
Die Landesregierung hat mit Beschluss vom 11. April 1972 folgendes Wappen verliehen: „Drei rote Kugeln auf goldenem Grund.“

## Persönlichkeiten

### Söhne und Töchter der Gemeinde
- Alfons Gorbach (1892–1972), Bundeskanzler

### Mit der Gemeinde verbundene Persönlichkeiten
- Friedrich August II. (1797–1854), König von Sachsen 1836–1854